# География Владимирской области

Владимирская область на карте России

Владимирская область — субъект Российской Федерации, расположенный в центре Европейской части России. Граничит на западе и юго-западе с Московской областью, на севере — с Ярославской и Ивановской, на юге — с Рязанской, на востоке — с Нижегородской областью. Область занимает территорию между 56°47’ и 55°09’ северной широты и 38°17’ и 42°58’ восточной долготы. Площадь территории составляет 29 000 км², протяжённость на 170 км с севера на юг и на 280 км — с запада на восток.

## Рельеф, геологическое строение и полезные ископаемые

### Рельеф

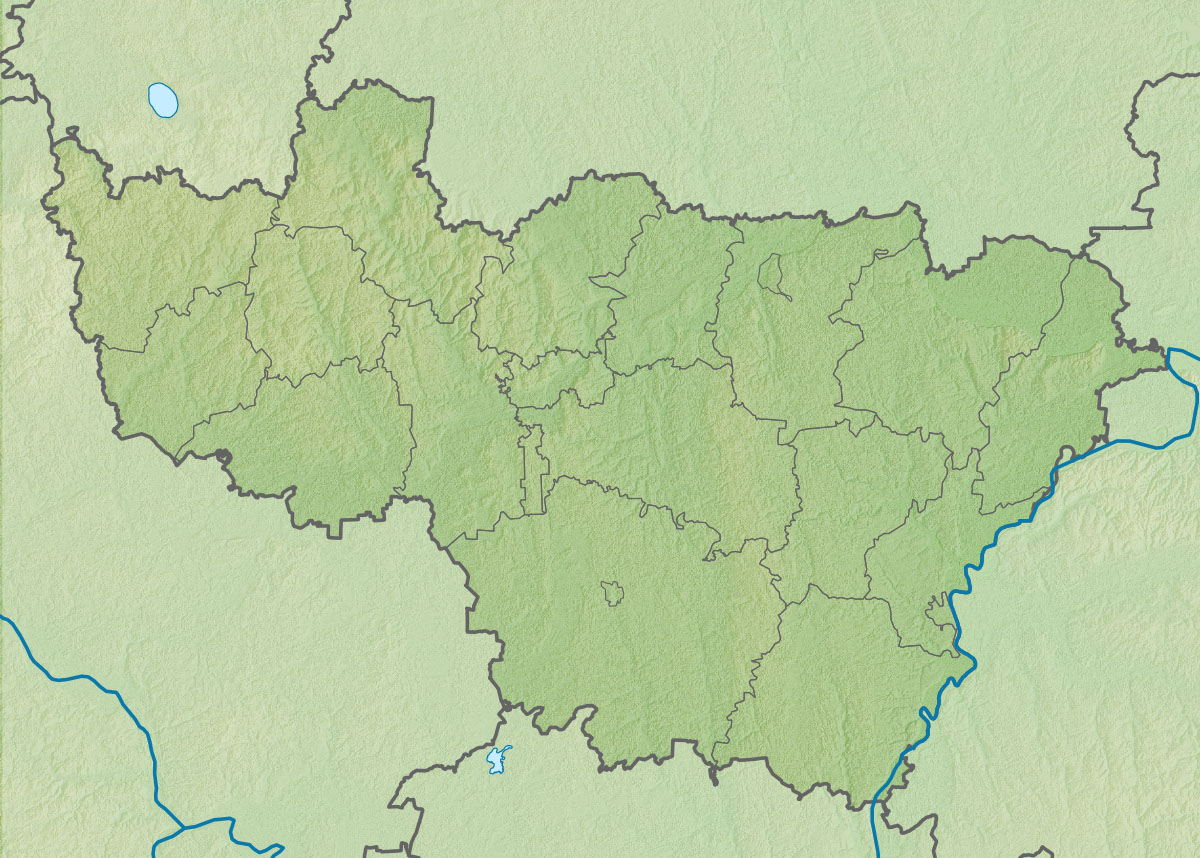
Рельеф Владимирской области

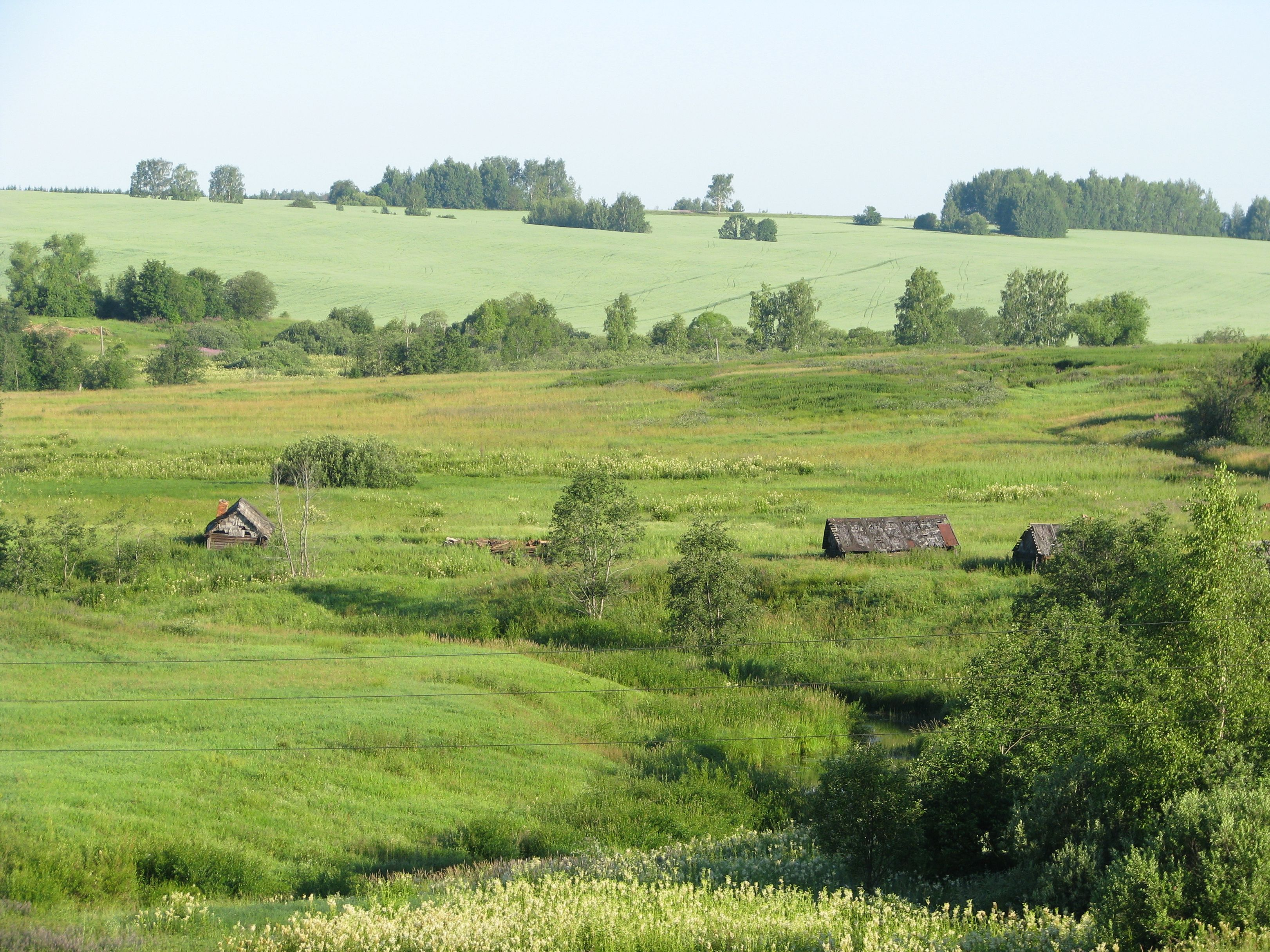
Ополье

Особенности рельефа Владимирской области определяются её положением на Русской равнине, для которой характерны небольшие высоты и малая изрезанность. Он начал формироваться в конце мезозойской эры после отступления последнего верхнемелового моря. Его донные отложения сглаживали неровности древнего кристаллического фундамента. Кроме того, значительное влияние на рельеф Владимирской области оказали четвертичные оледенения, в том числе Донское. Ледниковые формы рельефа представлены моренными холмами и зандровыми песчаными равнинами. Ледник оставил после себя значительное количество валунов, глины и песка.
На северо-западе области выделяется окраина Клинско-Дмитровской гряды, являющаяся её наиболее высокой частью. Самая высокая отметка области — 271 м над уровнем моря находится к юго-западу от деревни Терешино в Александровском районе. Клинско-Дмитровская гряда тянется из Смоленской области через Волоколамск, Клин и Сергиев Посад (Московская область) и является водоразделом рек, которые текут на север — в Волгу и на юг — в Клязьму. Между реками Пекшей и Нерлью находится Клязьминская возвышенность, которая характеризуется высотами от 200 до 240 м. Южнее Коврова простирается невысокий (140—180 м) Окско-Цнинский вал, заканчивающийся в Тамбовской области. Юго-запад области занят Мещёрской низменностью. На севере и северо-востоке области, вдоль левого берега Клязьмы, расположена Нерльско-Клязьминская низина. На востоке она соприкасается с Балахнинской низиной, расположенной в Нижегородской области. Она возвышается на 100 м над уровнем моря и характеризуется обилием болот и озёр. Здесь, у слияния Клязьмы и Оки, находится самая низкая точка области — 68 м над уровнем моря.

### Полезные ископаемые
Во Владимирской области количество полезных ископаемых невелико. Все они нерудные и являются осадками морей, заливавших территорию на протяжении разных периодов истории Земли, отложениями озер и болот, а также обломочными породами, которые были образованы в результате деятельности ледника.
Наиболее распространены глины различного назначения — кирпичные, огнеупорные, цементные. Кирпичные глины встречаются во всех районах Владимирской области, огнеупорные и цементные — в Гусь-Хрустальном, Судогодском районах. В области имеются довольно большие запасы доломита, который используется в качестве строительного камня, огнеупорных материалов в цементном производстве, а также для удобрения почв, бедных кальцием и магнием. Также присутствуют запасы гравия, находящиеся, как правило, по берегам рек.
Во Владимирской области немало месторождений различных песков, в основном строительных. До недавнего времени были большие запасы стекольных, в том числе чистых кварцевых песков. Кварцевые пески, пригодные для производства хрусталя, в значительной мере уже выработаны. Месторождения обычных песков распространены больше всего в южных и юго-восточных районах области — Гусь-Хрустальном, Меленковском, Муромском. В Киржачском, Петушинском, Собинском, Меленковском и Муромском районах известны месторождения фосфоритов, которые не имеют промышленного значения. В Муромском и Меленковском районах, между реками Окой, Ушной и Унжей, находятся месторождения бурого железняка с довольно большим содержанием железа.
Среди полезных ископаемых в области важное значение имеет торф. По его запасам область занимает одно из ведущих мест в России. Наиболее мощные залежи торфа находятся в Гусь-Хрустальном и Собинском районах. Всего насчитывается более тысячи торфяных месторождений. Примерно на 180 из них ведется добыча. Наиболее крупные и механизированные торфодобывающие предприятия — Гусевское, Тасинский Бор, Мезиновское, Асерховское, Орловское, Второвское, Меленковское.
В Александровском районе есть источники минеральных вод.
Также в области есть небольшие залежи гипса в Гороховецком и Вязниковском районах.

## Климат
Климат области умеренно континентальный, с тёплым летом, умеренно холодной зимой и ярко выраженными переходными сезонами. Продолжительность периода со среднесуточной температурой ниже 0 °C — 137 дней, среднегодовая температура 5 °C (стандартное отклонение 12 °C), средняя температура января от −11 °C на северо-западе области до −12 °C на юго-востоке, июля около +18 °C. Среднегодовое количество осадков 550—600 мм, максимум осадков приходится на лето. Зимой формируется устойчивый снежный покров, толщиной до 55 см к концу марта (лежит в среднем 144 дня). Осадки на территории области по временам года и по месяцам распределены неравномерно. Северная часть области (Юрьев-Польский район) в среднем за год получает от 450 до 550 мм, а южная (город Гусь-Хрустальный) — от 550 до 600 мм. Вегетационный период длится 160—180 дней.
| Показатель                    | Янв.  | Фев.  | Март | Апр.  | Май  | Июнь | Июль | Авг. | Сен. | Окт.  | Нояб. | Дек. | Год  |
| ----------------------------- | ----- | ----- | ---- | ----- | ---- | ---- | ---- | ---- | ---- | ----- | ----- | ---- | ---- |
| Абсолютный максимум, °C       | 7,1   | 9,5   | 16,8 | 27,8  | 34,0 | 34,4 | 37,1 | 36,5 | 29,5 | 25,0  | 13,4  | 9,2  | 37,1 |
| Средний суточный максимум, °C | −5,6  | −5    | 1,5  | 10,9  | 18,6 | 22,1 | 24,3 | 22,0 | 15,7 | 8,0   | −0,4  | −4,4 | 9,0  |
| Средняя температура, °C       | −8,5  | −8,5  | −2,5 | 5,7   | 12,6 | 16,6 | 18,8 | 16,5 | 10,8 | 4,6   | −2,7  | −7   | 4,7  |
| Средний суточный минимум, °C  | −11,3 | −11,5 | −5,8 | 1,4   | 7,3  | 11,8 | 14,0 | 12,1 | 7,2  | 2,1   | −4,7  | −9,5 | 1,1  |
| Абсолютный минимум, °C        | −39,7 | −36,1 | −30  | −16,1 | −9   | 0,0  | 3,9  | 0,0  | −6,3 | −18,9 | −27,2 | −43  | −43  |
| Норма осадков, мм             | 40    | 30    | 29   | 33    | 45   | 78   | 63   | 61   | 52   | 61    | 48    | 44   | 584  |
| Источник: Погода и Климат     |       |       |      |       |      |      |      |      |      |       |       |      |      |

## Гидрография

### Реки

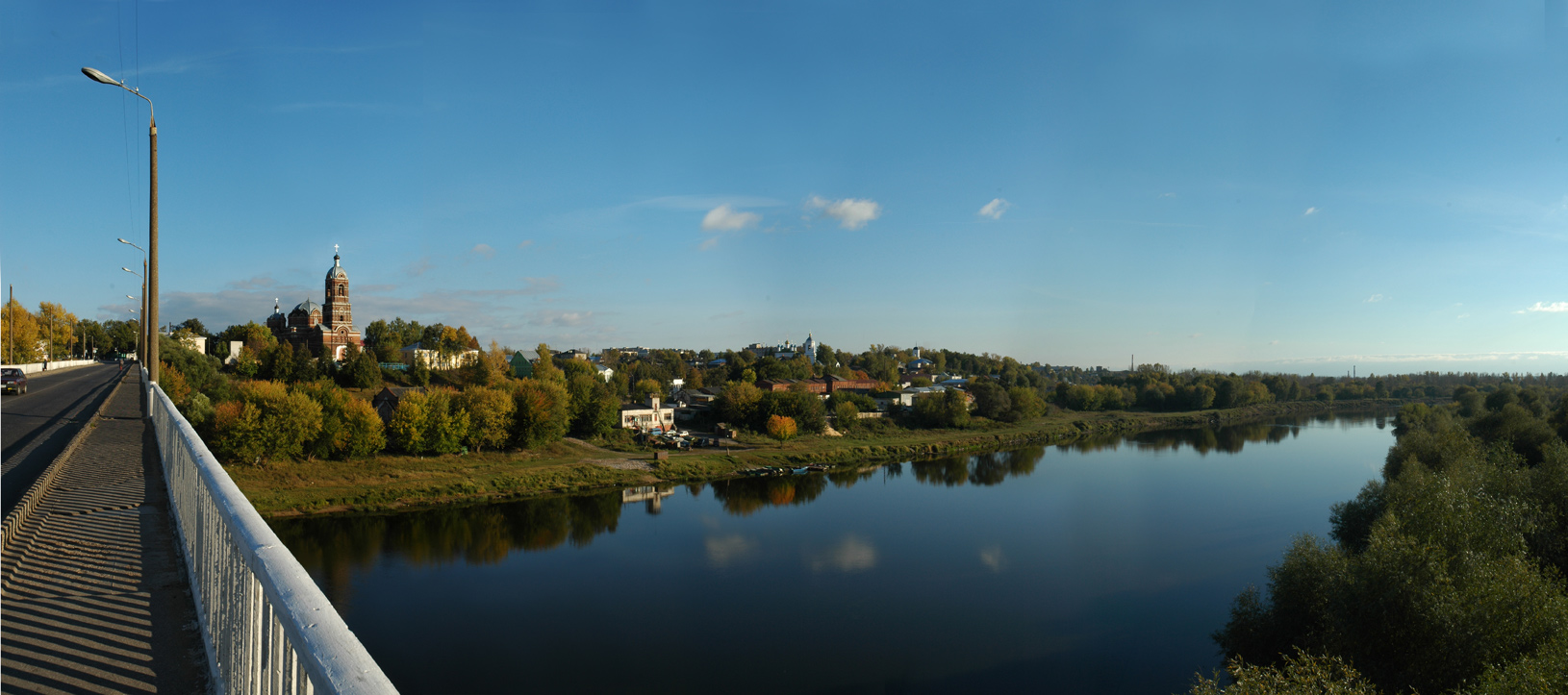
Река Клязьма в Коврове

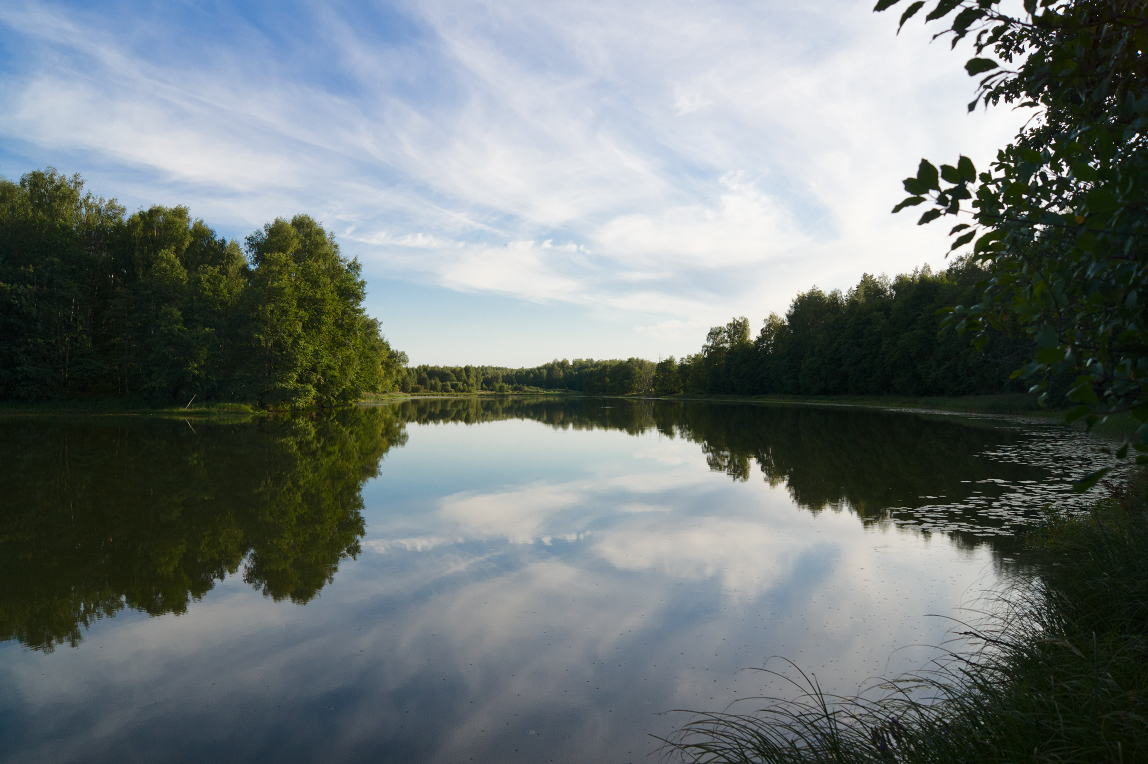
Река Виша

По территории области протекают 746 больших и малых рек, общей протяжённостью 8560 километров. Они являются по водному режиму равнинными, имеют малые уклоны, медленное течение, большую извилистость русла. Для них характерны сравнительно высокое весеннее половодье, низкая летне-осенняя и сравнительно устойчивая зимняя межень. Питание рек осуществляется за счет атмосферных осадков, поверхностного стока и грунтовых вод. Все реки покрываются льдом на 130-155 дней. Густота речной сети в пределах области неодинакова. Более густая речная сеть на западе и северо-западе. Вся территория области относится к бассейну Волги, точнее к бассейну ее притока Оки.

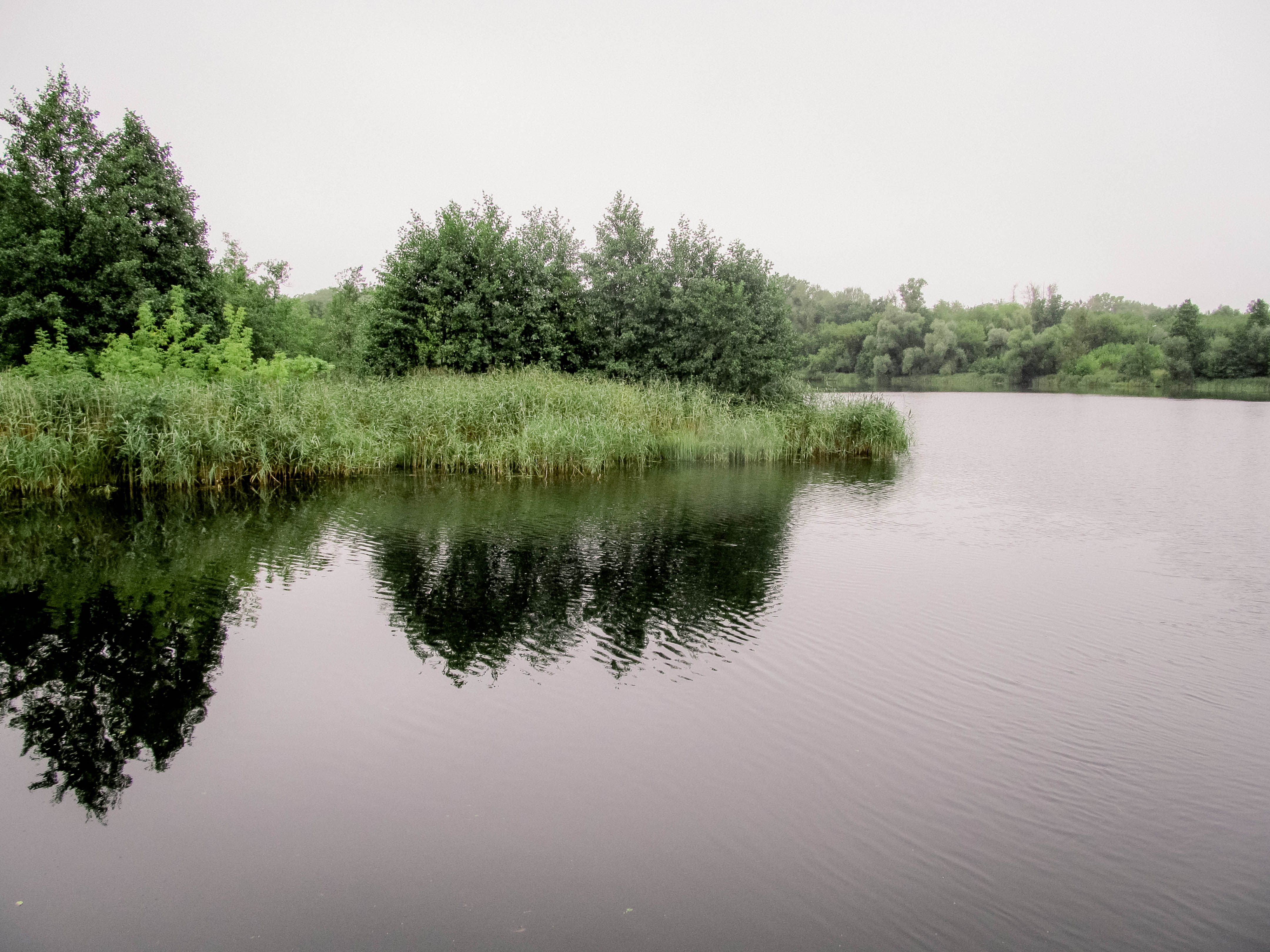
Река Колпь в Красной Горбатке

На юго-западе области, в районе Мещеры, рек меньше, здесь вода застаивается, и широко распространены болота. На востоке области рек совсем мало, коренные породы, залегающие на небольшой глубине, представлены водонепроницаемыми известково-мергелистыми отложениями карбона и перми. Большая часть выпадающих здесь осадков впитываются в почву и не образует поверхностных водостоков.

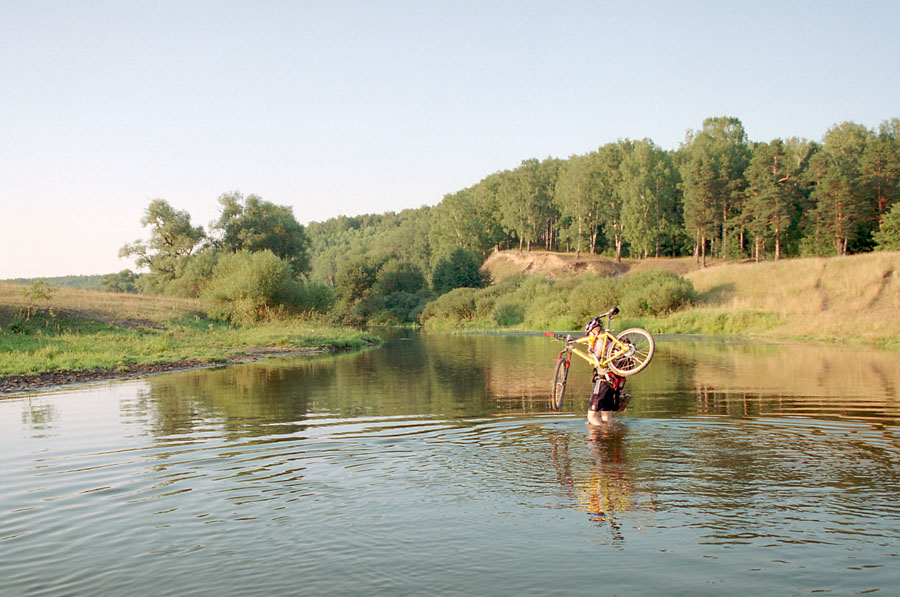
Река Колокша

Одна из крупных рек области — Клязьма, протекающая в направлении с юго-запада на северо-восток (длина в пределах области 392 км). Клязьма впадает в Оку на юго-восточной окраине по границе с Нижегородской областью. Крупнейшие притоки Клязьмы: Шерна (с притоком Молокча), Киржач (с притоками Большой и Малый Киржач), Пекша, Колокша, Нерль, Судогда, Уводь, Лух, Суворощь.
На юго-восточной окраине по границе с Нижегородской областью протекает река Ока. Река Ока в пределах области судоходна на всем протяжении (157 км). Основные притоки Оки: Гусь, Бужа, Унжа и Ушна.
Близ Александрова берёт начало приток Волги река Дубна.

### Озёра

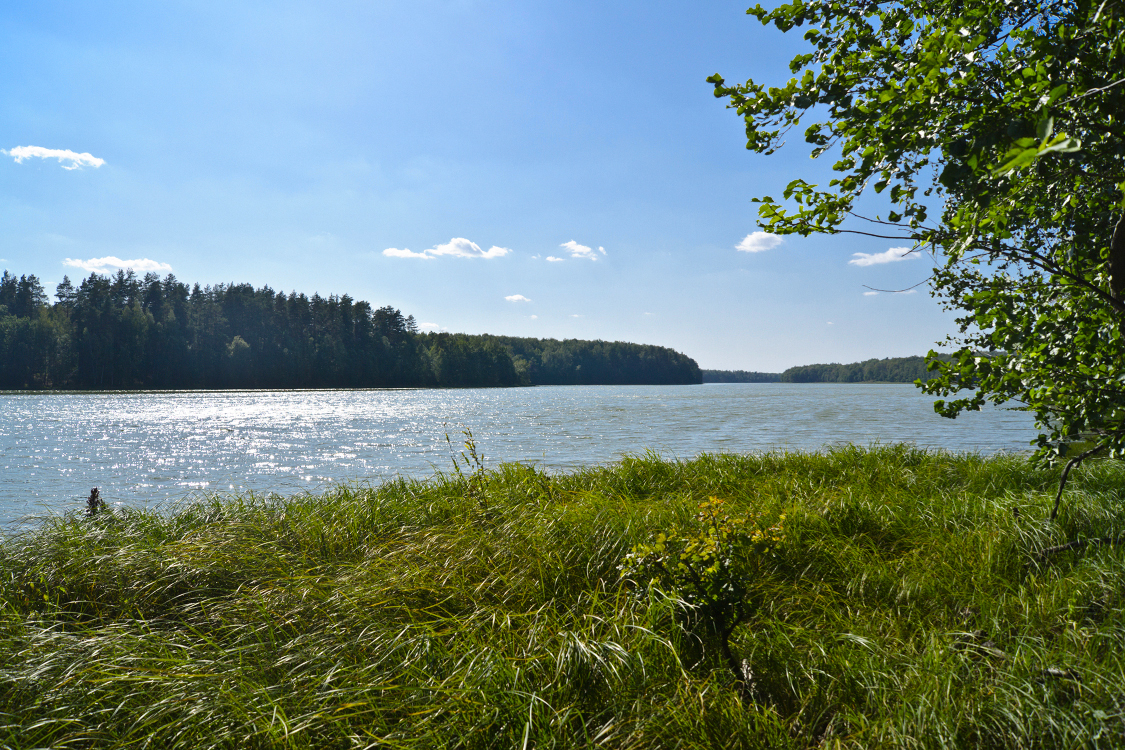
Озеро Виша

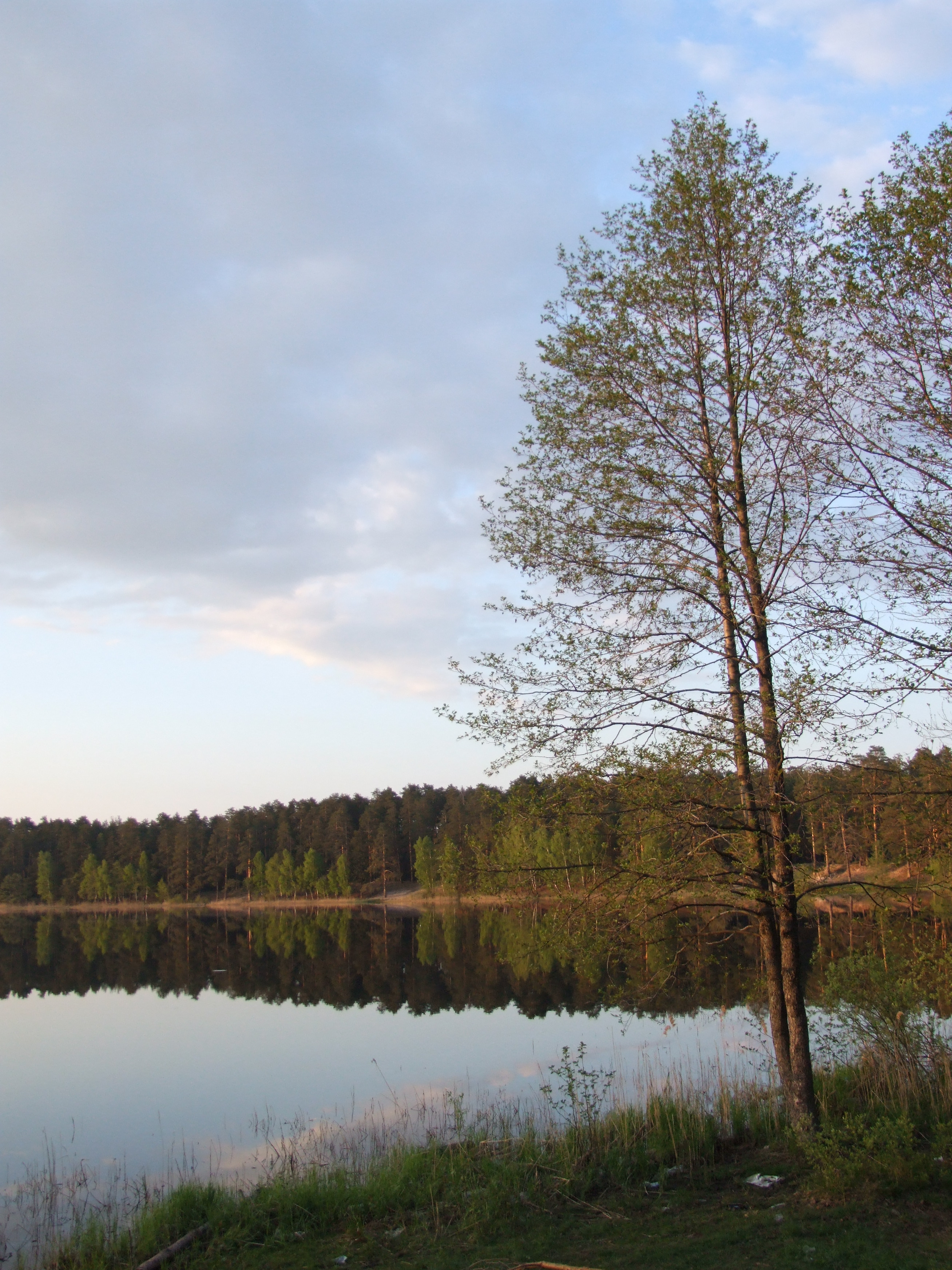
Черное озеро близ Покрова

Во Владимирской области насчитывается около 339 озёр общей площадью в пять тысяч гектар, большинство из которых — небольшие пойменные. Озера, в основном, мелкие, бессточные, многие зарастают торфяным слоем. Многочисленные озёра-старицы разбросаны по долинам рек. Форма озер бывает различной — овальная, круглая, подковообразная. Очертания береговой линии простые, берега песчаные или заболоченные.
Происхождение озер различное. Выделяют карстовые озера и озера древних аллювиальных долин, ледниковые, пойменные (старицы). Карстовые озера находятся в местах распространения известняков. Они небольшие, имеют округлую форму, крутые берега, значительную глубину, которая начинается от берега. Их отличает непостоянство уровня воды, что обусловлено притоком питающих их грунтовых вод. Вода их сильно минерализована, так как в ней растворена известь. Такие озера встречаются в низовьях Клязьмы и в центре Вязниковского района (северо-восток области). Нередко они связаны между собою подземными водостоками. Располагаются такие озера группами. Самое крупное и глубокое из них - озеро Кщара, глубина его 65 метров. В Мещёрской низменности и на северо-западе области встречаются озёра древних аллювиальных долин: Исихра, Святое и др.  В Александровском и Юрьев-Польском районах встречаются озёра ледникового происхождения небольших размеров.

### Грунтовые воды
Согласно оценкам, запасы грунтовых вод, пригодных для питья и хозяйственного использования, составляют 1829,8 тысяч м3/сутки (в т.ч. по категориям А+В — 1632,2 тысяч м3/сутки). Они также используются для снабжения питьевой водой ряда населенных пунктов Московской области, для этих целей  утверждены запасы в количестве 505,0 тысяч м3/сутки. Основным эксплуатируемым водоносным горизонтом является Клязьминско-Ассельский, представленный известняками, содержащий воду питьевого качества. Однако воды этого горизонта в Юрьев-Польском, Суздальском, Камешковском, Гороховецком районах, а также в северной части Александровского, Кольчугинского, Собинского, центральной и восточной части Вязниковского района не пригодны для хозяйственно-питьевых целей из-за повышенного содержания в них минералов вследствие повышенной минерализации (более 1 г/л) и жёсткости (более 10 мг-экв/л) по природным условиям. В этой части Владимирской области используются четвертичные, юрско-меловые и пермские водоносные горизонты.

## Почвы
В регионе наравне встречаются:
- плодородные темноцветные карбонатные и серые лесные — связанные с широколиственными лесами в Ополье, занимают 417,5 тыс. га или 14,3 % общей площади (Суздальский и Юрьев-Польский районы, части Александровского, Кольчугинского и Собинского районов)
- дерновые аллювиальные (пойменные) почвы по берегам Оки и Клязьмы.
- дерново-подзолистые почвы, сформировавшиеся под хвойными и смешанными лесами
  - среднесуглинистого типа (значительная часть территории Владимира, Вязниковский, Муромский, частично Ковровский, Камешковский, Гороховецкий, Селивановский, Собинский, Киржачский, Александровский районы)
  - супесчаного и песчаного типов (Гусь-Хрустальный, Меленковский, Петушинский, Судогодский районы, южные части Киржачского, Собинского, Муромского и Селивановского районов)
- подзолисто-болотные и болотные в пределах мещёрской низменности и гороховецких болот

Отмечается недостаточная обеспеченность почв бором и серой, 85—98 % почв относятся к категории низкообеспеченных цинком.
Деградация земель наиболее распространена в виде водной эрозии — около 175 тыс. га эродированных земель и около 700 тыс. га — эрозионноопасных.

## Флора

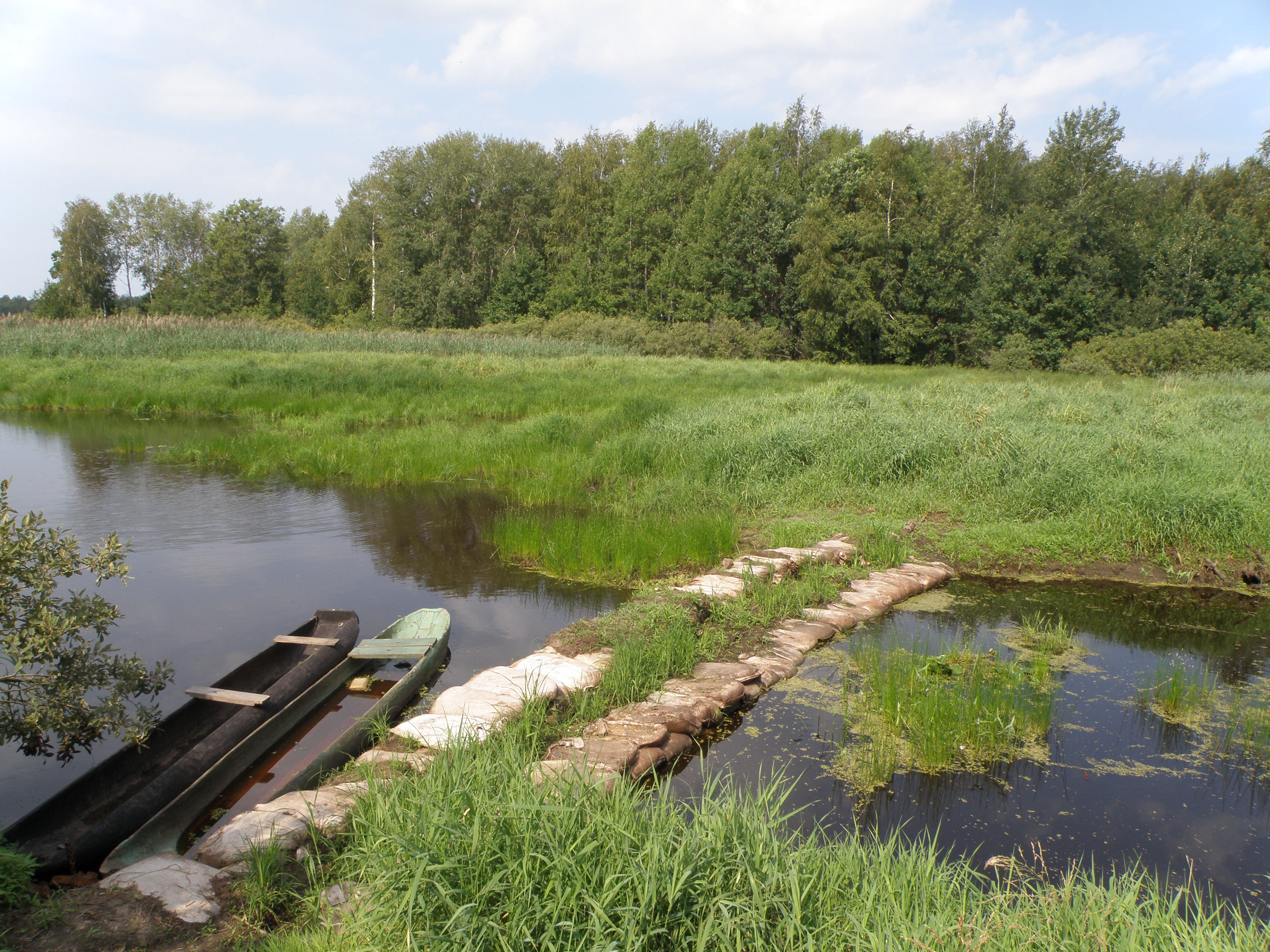
Лес на берегу реки Караслицы

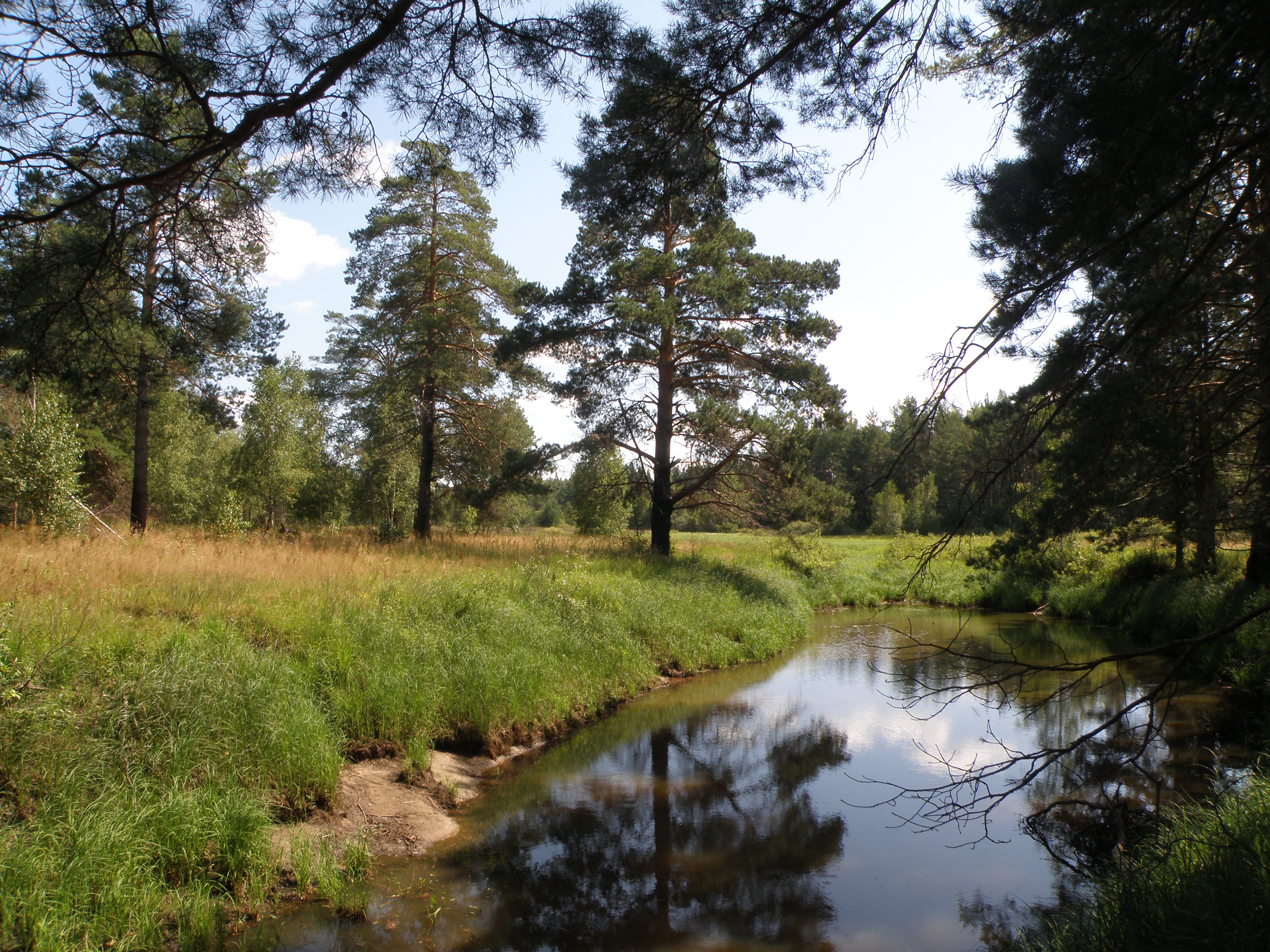
Лес на берегах реки Бужи

Растительность Владимирской области неоднократно изменялась и окончательно сформировалась в послеледниковый период. В составе современной растительности, имеющей смешанный характер, большой удельный вес занимают леса. Около 300 лет назад леса сплошным массивом занимали современные Судогодский, Муромский и Меленковский районы. В начале XXI века Владимирская область — одна из наиболее лесистых в Центральном федеральном округе. Леса относятся к первой и второй группам. Первая группа — леса зелёных зон городов, рабочих посёлков, промышленных центров и крупных предприятий, защитные полосы вдоль рек, шоссе и железных дорог. Вторая — водоохранные леса.
Область расположена в зоне смешанных лесов. Лесистость территории Владимирской области составляет 50,7 %. Преобладают хвойные породы — около 52 % площади (в Мещёрской низменности, в Заклязьменском бору и на Окско-Цнинском валу), 35 % лесов — мелколиственные (березняки и осинники), зональные широколиственно-еловые леса в моренных ландшафтах (на Клинско-Дмитровской гряде, на Гороховецком отроге) занимают около 9 %, широколиственные леса в Ополье и на склонах коренных берегов Оки и Клязьмы. По преобладающим лесным породам первое место занимает сосна (около 52 %), на втором месте — берёза (более 30 %), на третьем — ель (более 9 %), далее следует осина (более 5 %). Общая площадь лесов области 1,6 млн гектаров.
Леса Владимирской области находятся в ведении департамента лесного хозяйства администрации Владимирской области — 1463,6 тыс. га, национального парка «Мещёра» (под управлением МПР России) — 93,8 тыс. га, лесничеств Министерства обороны России — 71,3 тыс. га. Городские леса занимают 0,4 тыс. га.

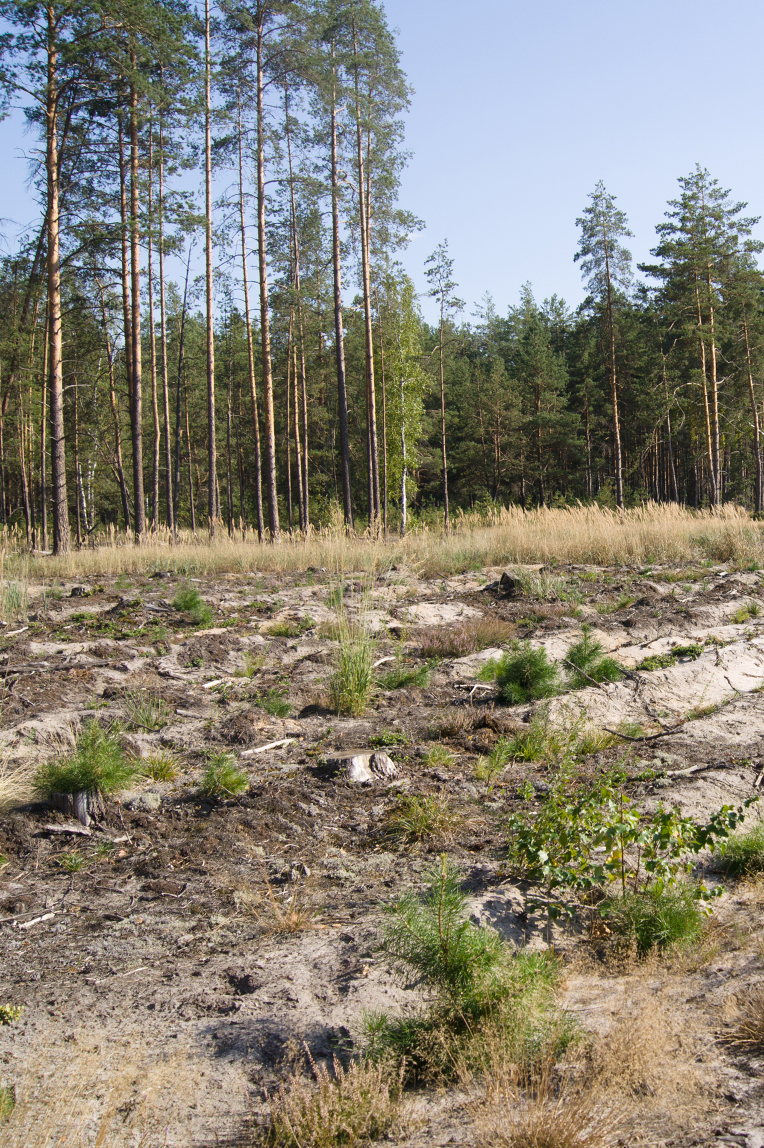
Посадки сосен в Муромском заказнике

Запасы древесины — 209 млн м³, в том числе хвойных пород — 137,5 млн м³. Расчётная лесосека области используется на 90 %, ежегодно для промышленных целей вырубают около 9 тыс. га леса. Площадь лесов на землях лесного фонда составляет 1463,6 тыс. га, из которых площадь защитных лесов — 632,1 тыс. га, а площадь эксплуатационных лесов — 831,5 тыс. га. В области проводятся мероприятия по охране и восстановлению лесного фонда. В 2016 году лесовосстановление на землях лесного фонда проведено на площади 4,9 тыс. га, в том числе искусственное лесовосстановление – 4,4 тыс. га, комбинированное – 0,2 тыс. га, естественное (содействие естественному возобновлению леса) – 0,3 тыс. га..
Леса области отличаются высокой горимостью. Средний класс пожарной опасности равен двум баллам. Доля гарей от общей площади лесов составляет 0,354 %, доля вырубок — 1,77 %.

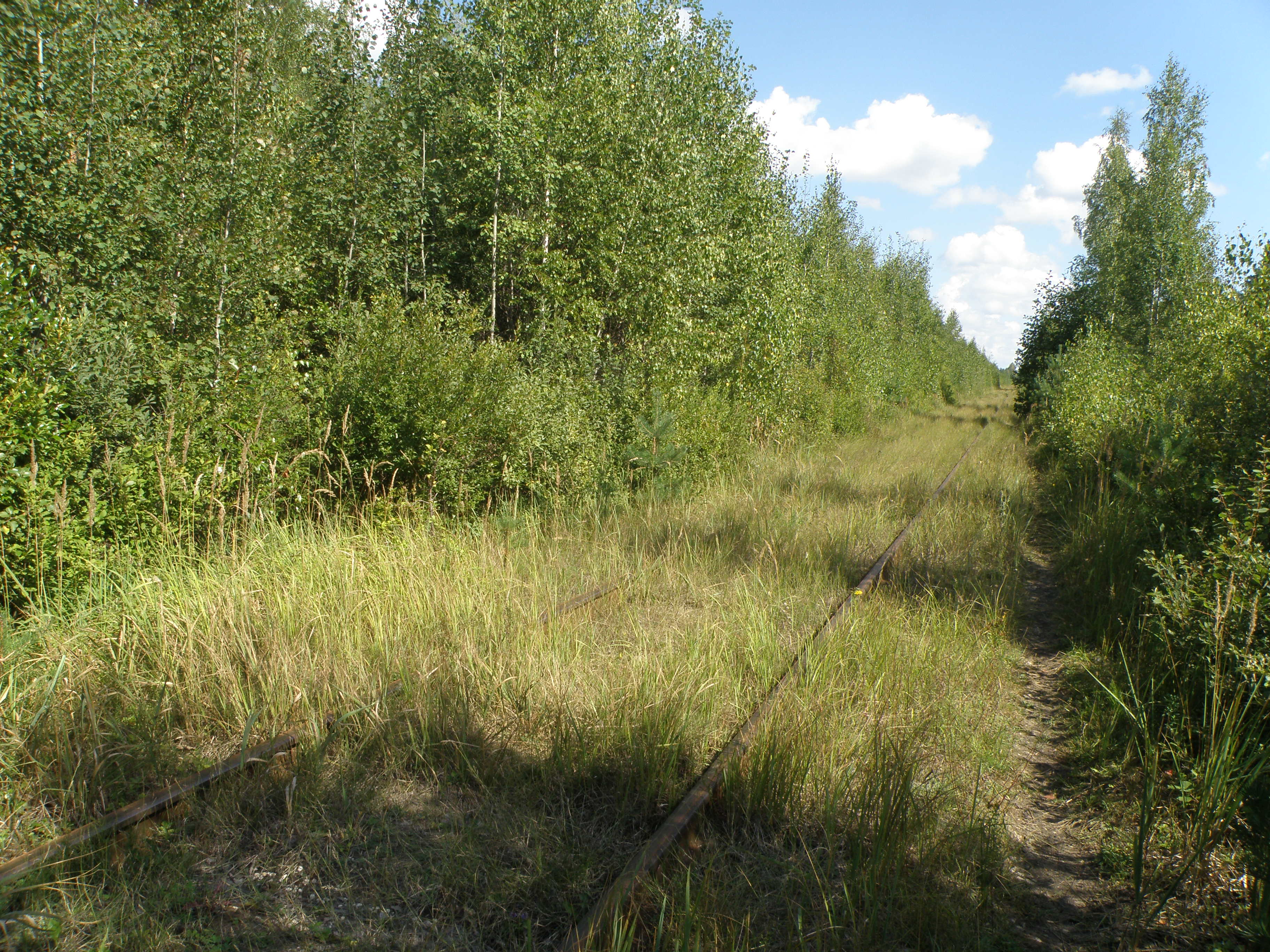
Лес вдоль железной дороги на Уршель

Богата растительностью увлажнённая Мещёра, здесь собирают малину, землянику, смородину, особенно много черники, брусники, калины и клюквы, многочисленные грибы и лекарственные растения (багульник болотный, хвощ полевой, тысячелистник обыкновенный, зверобой, мята, крапива, ландыш и др.).
Флора области насчитывает 1371 вид сосудистых растений и 230 видов мохообразных. В Красную книгу России из видов, обитающих в области, занесены башмачок настоящий (Cypripedium calceolus), пыльцеголовник красный (Cephalanthera rubra), пальцекорник балтийский (Dactylorhiza baltica), пальцекорник Траунштейнера (Dactylorhiza traunsteineri), надбородник безлистный (Epipogium aphyllum), липарис Лёзеля (Liparis loeselii), неоттианте клобучковая (Neottianthe cucullata), ятрышник шлемоносный (Orchis militaris), ятрышник обожжённый (Orchis ustulata) и др.

## Фауна
В современной фауне насчитывается более 50 видов млекопитающих, среди которых: лось, кабан, косуля, благородный и пятнистый олень, рысь, волк, белка, заяц, куница, лисица, хорёк, барсук и другие пушные звери (охота открыта с октября по февраль), 5 видов пресмыкающихся и 10 видов земноводных. В красную книгу РФ внесена русская выхухоль.
На территории области обитает 216 видов птиц, среди которых: глухарь, тетерев, рябчик, серая куропатка, вальдшнеп, гусь, утка и др. Перелётом проходит внесённый в Красную книгу РФ гусь-пискулька.
На промысловых охотничьих животных охота по лицензиям и разрешениям открыта в следующие сроки:
- лось, кабан, благородный олень, пятнистый олень (середина ноября — середина января)
- заяц (октябрь — январь)

Охота на глухаря, тетерева, вальдшнепа, селезня и гуся разрешена в течение 10 дней в апреле.
Водоёмы региона также богаты речной и озёрной рыбой многочисленных (около 40) видов (вьюн, плотва, щука, окунь, карась, краснопёрка, в Клязьме встречается стерлядь), рыбалка в зимний (подлёдная рыбалка) период. Действует несколько охотничьих хозяйств.

## Охрана природы и экологическая ситуация в области

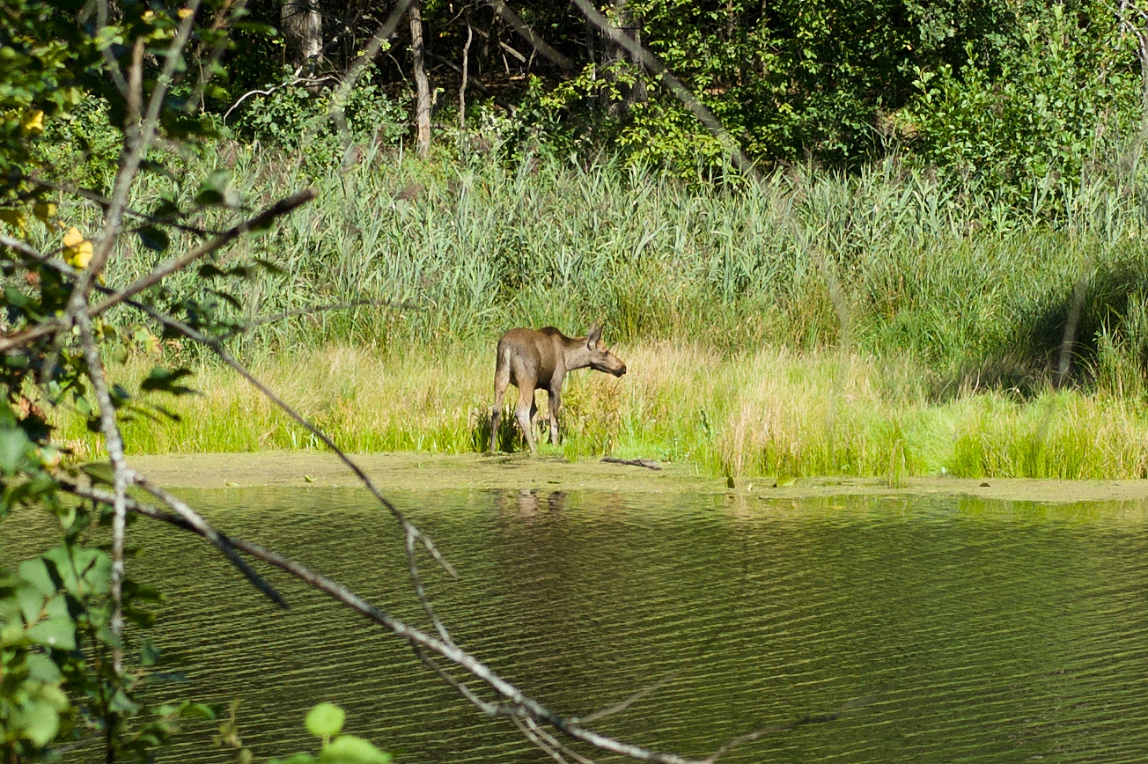
Молодой лось в Муромском заказнике

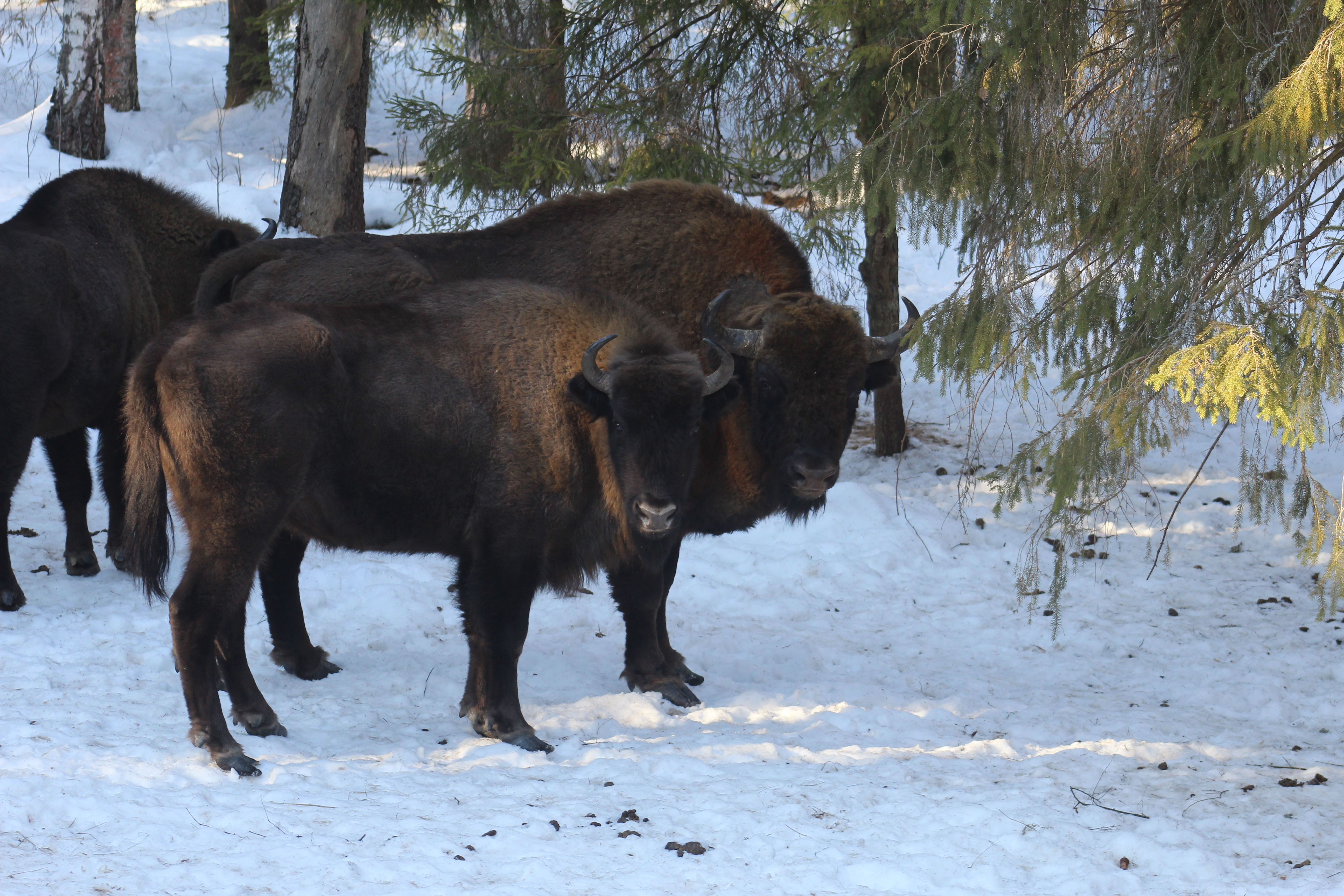
Зубры в Клязьминско-Лухском заказнике

Во Владимирской области организованы три особо охраняемые природные территории (ООПТ) федерального значения: (национальный парк «Мещёра» и два заказника — «Муромский» и «Клязьминский»). Еще 119 ООПТ регионального значения, а 24 — местного значения. Крупнейшей ООПТ области является национальный парк «Мещёра», созданный в 1992 году, имеет площадь 118 900 га, из которых леса занимают 86 643 га, луга — 18 681 га, водоёмы — 1434 га. На его территории зарегистрировано 1273 вида растений, в том числе — 56 редких, 42 вида зверей, 182 вида птиц, 17 видов рыб.
Для воспроизводства диких животных и их охраны в области создано пять охотничьих заказников регионального значения площадью 62,1 тысяч га и два заказника федерального значения: «Муромский» площадью 53 850 тысяч га и «Клязьминский» 7540 тысяч га. Это комплексные заказники, где подлежат охране все виды диких животных и птиц, обитающие на территории области, в первую очередь — выхухоль. Из ботанических ООПТ наибольший интерес представляют заказники, расположенные в поймах рек Оки и Клязьмы. Окский береговой заказник, который организован на территории Муромского и Меленковского районов, самый богатый различной флорой уголок области. В нём произрастает более 800 видов растений, или 75 % всей флоры области, встречается более 150 редких видов, среди которых — зубянка пятилистная, аржаница камышевидная, баранец обыкновенный и др. Здесь же произрастает много хозяйственно-ценных видов растений: лекарственных, кормовых, медоносных, съедобных.

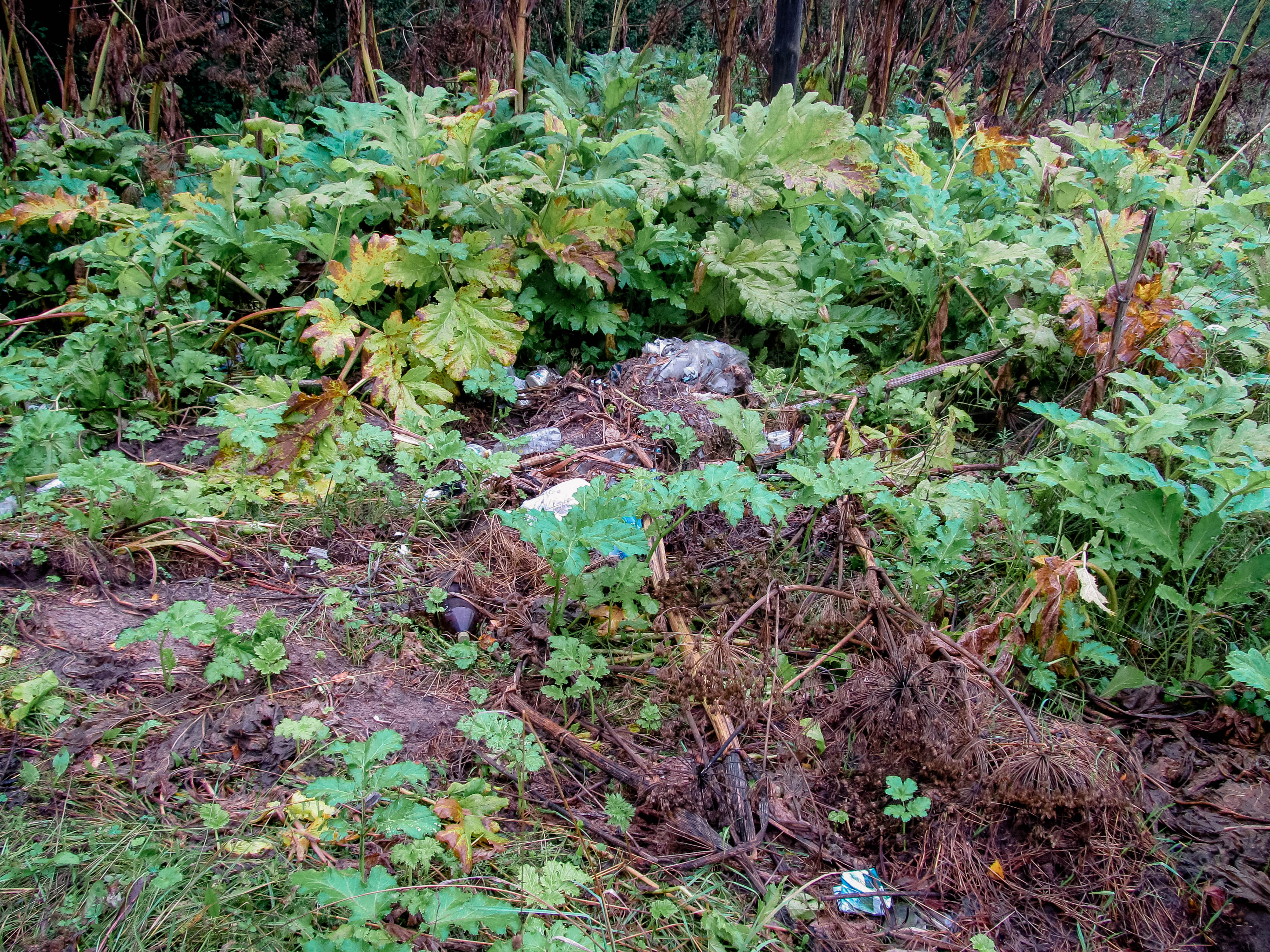
Свалка мусора в лесу, Селивановский район Владимирской области. Деревня Надеждино

Для сохранения генетического фонда сосны и ели во Владимирской области созданы шесть лесосеменных заказников, общая площадь которых составляет 248 га. В шести мирмекологических заказниках организована охрана скоплений крупных рыжих муравьёв и мест их обитания. К лесным памятникам природы, помимо отдельных участков высокопродуктивных насаждений сосны и ели естественного и искусственного происхождения, расположенных в различных лесничествах области, относятся также восемь заказников общей площадью 1656 га. Зелёные массивы и насаждения в городах занимают площадь в 18,2 тысяч га.
Экологическая ситуация во Владимирской области — сложная. Работа электростанции, теплоцентралей, химического и машиностроительных заводов наносят ущерб водным ресурсам и загрязняют воздух. В частности, содержание диоксида азота в атмосфере Владимира в 13 раз выше нормы, в значительных концентрациях присутствуют формальдегид, бензпирен, фенол, что сказывается на здоровье населения. Владимир входит в сотню самых загрязнённых городов России.
Жизненную среду ухудшают многочисленные свалки мусора и сбросы отходов в водоёмы. При этом с 2000 года в области уменьшилось количество слабо- и среднезагрязнённых водных объектов, но увеличилось число имеющих сильное загрязнение. Для всех районов области характерны проблемы с качеством питьевой воды и бытовым мусором. По состоянию на 2013 год в области накоплено 86,3 тысяч тонн отходов. В Муромском, Меленковском и Гороховецком районах отмечались источники радиоактивного заражения. В ряде районов области имеются проблемы с загрязнением воздуха.